# 黃偉國
黃偉國 （英語：Benson Wong Wai-Kwok，1969年4月7日—），香港文化研究、政治學者；曾任教於珠海學院（2007-08）、香港教育大學（2005-06；2008-10；2018-19）、香港浸會大學（1997-98；2010-18）、香港城市大學專上學院／香港伍倫貢學院（2018）、香港中文大學（2020）及香港大學（2019-21）。香港浸會大學教職員工會主席（2014-20）、高教公民前召集人、香港浸會大學校董會民選校董、諮議會民選成員（任期由2017年1月1日－2018年12月31日）、教務會議社會科學學院代表（2017-18），香港工黨前成員。

## 簡歷
幼稚園及小學就讀於西灣河聖十字架學校（已結束）；初中就讀位於太古城的聖約翰男女英文書院（已結束）；高中及預科就讀張振興伉儷書院，後來在當年位於灣仔船街的聖迦利亞預科書院（即現時位於大角咀的聖迦利亞書院）重讀中七課程。1991年入讀香港浸會大學修讀中國研究（歷史專業，1994），後來再於香港科技大學取得社會科學哲學碩士學位，題目為《自1980年代以來中共在香港的統戰》（1996）。之後在香港大學取得學位教育證書（2001）及政治與公共行政哲學博士（2007）學位，題目為《教師的參與與增權：香港與台灣之個案研究》。最後在嶺南大學完成文化研究碩士課程（2014）。
1992至2005年間擔任全職及兼職中學教師，曾任教皇仁舊生會夜中學（1992-2005）、瑪利亞書院（2018年改稱為香港華德福教育基金會瑪利亞書院）（1997-98）、威靈頓英文中學（1998-2000）及德愛中學（2001-02），主要任教初中、香港中學會考及香港高級程度會考歴史科。
研究方面，2006至07年取得國立清華大學當代中國研究中心第一屆當代中國研究獎學金；2007年2月取得臺灣民主基金會博士後研究奬助金。2003至2016年期間擔任香港過渡期研究計畫的成員，負責固網電話調查問卷中潤飾中文字詞之運用與中英文翻譯對照，及評論民調的數據。2012至14年擔任香港政治科學學會執委會委員（秘書）。
公民社會方面，2009年7月至2018年5月，參與網台節目《向左望》，與梁國雄擔任主持，每集由半小時至一小時，旨在於選取當時香港、中國及全球的時事，並以左派的角度加以分析及討論，因而成為節目名稱之來源，十年期間該節目共製作了283集。2014年7月至12月期間，曾擔任香港電台第一台的時事節目《自由風自由Phone》的嘉賓評論員。
2011及2016年參與選舉委員會界別（高等教育界）分組選舉，2011年取得1,399票成功當選，2016年取得467票未能當選。
大學校政方面，2012年6月開始參與香港浸會大學教職員工會事務；2014至2020年間擔任工會主席。2016年中開始，因工會主席身份及以錢大康為首的管理層不依照合約安排處理續約問題，與校方爭持。2018年初，因校方因普通話試評分準則欠缺透明及校方一直拖延外界對普通話試在評分要求及試卷水平等的批評，引致香港浸會大學發生學生以粗口辱罵語文中心教職員後，校內民主牆再揭有助理教授兼浸大教職員工會主席黃偉國，在浸大校史展覽廳做出所謂「不文」手勢。後發表聲明指出，如該照片令人感到冒犯，他深感抱歉。事件涉及浸大市場學系 （页面存档备份，存于）秘書楊寶玲，透過工會的WhatsApp組群私自取得該相片，然後沒有取得學系系主任的批准下使用學系辦公室的資源，私自製作大字報在民主牆張貼。
2018年2月收到校方通知，其政治及國際關係學系助理教授一職不獲續約，離任後於各大專院校任教人文及社會科學相關的科目。同年下半年加入自由亞洲電台製作的節目《師前想後》，成為其中一個主持，該節目於2021年7月5日晚播放最後一集後結束。2019年10月，被香港民意研究所委任為顧問，擔任「我們香港人」倡導計劃的名譽總監。2020年9月當選張振興伉儷書院舊生會第十三屆（2020-2022）幹事會委員。
2021年8月移民英國，9月加盟香港花生（花生台），製作以時勢占星學（Mundane astrology，其簡介可參考維基英文版的詞條Horoscopic astrology）的角度分析歷史發展、時事及政治社會人物命運的命理節目「政治大迷信」。2022年5月轉移至「香港冇格仔」 (Hong Kong Uncensored) 頻道繼續制作「政治大迷信」，後來轉至「東方三博士」部分繼續，6月開始在由離散香港人成立的網上教育平台「時代教育公民平台」(Citizens of Our Time Learning Hub，簡稱COOTL) 定期提供評論文章及相關推薦。2022年3月開始《大紀元時報香港》的專欄撰寫文章，名為「占星論時勢」。2024年2月開始在網絡平台「尚生命LivesUp」撰寫文章，名為「占星生活Reminders」，以占星的角度探討日常生活，包括移民占星學等。3月加入自由民主黨（英國）成為黨員。2025年1月開始擔任「海內外香港人民意研究計劃」顧問委員會成員。

## 英文著作
1. "How 'Soft Resistance" Can Be a Good Thing for Hong Kong under the National Security Law: A Case Study of Edu Lancet", in Stephan Ortmann, Raymond Kwun-Sun Lau, Kenneth Ka-Lok Chan ed., Hong Kong Politics after the National Security Law: Autocratization and Its Consequences. London: Routledge, 2025, pp. 196-211.
2. Book Review: "Taiwan’s Economic and Diplomatic Challenges and Opportunities, edited by Mariah Thornton, Robert Ash and Dafydd Fell". International Journal of Taiwan Studies (published online ahead of print 2025). https://doi.org/10.1163/24688800-20251367 Web.
3. "Interpreting China Post-1989 Tiananmen Square Protests: Discursive Formation of 'Sinicization of Everything'", Contemporary Chinese Political Economy and Strategic Relations: An International Journal, Vol. 5, No. 2 (Jun./Aug. 2019), pp. 713-741.
4. "The ties that bind: mutuality of political destiny between Hong Kong and Taiwan", Asian Education and Development Studies, Vol. 8 No. 2 (2019), pp. 137-148.
5. "Visual and discourse resistance on the 'China Factor': The cultural formation of the Umbrella Movement in Hong Kong", in Luke Copper and Wai-man Lam ed., Citizenship, Identity and Social Movements in the New Hong Kong. London: Routledge, 2018, pp. 132-150.
6. "Chinese-style Democracy as a Political Project for Meaning-Construction: Old wine in a New Bottle?", Comparative Chinese Political Economy and Strategic Relations: An International Journal, Vol. 3, No. 2 (Jul./Aug. 2017), pp. 819-847.
7. "Approaching the hegemonic discourse on youth politics in Hong Kong", Journal of Applied Youth Studies, Vol. 1, No. 4 (2017), pp, 20-32.
8. "Scholarism and Hong Kong Federation of Student: Comparative Analysis of Their Developments after the Umbrella Movement", Comparative Chinese Political Economy and Strategic Relations: An International Journal, Vol. 2, No. 2 (Aug./Sep. 2016), pp. 865-884 (with Sanho Chung).
9. "Discrimination against the Mainland Chinese and Hong Kong’s Defense of Local Identity", in Richard Gregory Johnson III ed., China’s New 21st-Century Realities: Social Equity in a Time of Change. New York: Peter Lang, 2015, pp. 23-37.
10. "The Politics of Teacher Professionalism in Macao", in Eilo W.Y. Yu and Ming K. Chan ed., China’s Macao Transformed: Challenge and Development in the 21st Century. Hong Kong: City University of Hong Kong Press, 2014, pp. 231-263.
11. "Mainlandization, Internet, and Local Autonomy: The Hong Kong City-State Autonomy Movement", Asian Politics and Policy, Vol. 6, No. 1 (January 2014), pp. 165-168.
12. "Education reforms and bureaucratic manipulation in post-colonial Hong Kong", in Bennis Wai Yip So and Yuang-Kuang Kao ed., The Changing Policy-Making Process in Greater China: Case research from Mainland China, Taiwan and Hong Kong. New York: Routledge, 2014 (reprinted in 2017), pp. 208-227
13. Book Review: "Re-shaping education for citizenship: democratic national citizenship in Hong Kong, by Pak-sang Lai and Michael Byram". Asian Ethnicity, Vol. 15, No. 1, 2013, pp. 141-142.
14. "Myths of the Competitiveness of Hong Kong University Students: A Mainstream Media Perspective", Chinese Education and Society, Vol. 45, No. 2 (March-April 2012), pp. 60-74.
15. "Ethnocentric Perceptive Re-explored: Online Chinese Nationalism toward Taiwan", in Simon Shen and Shaun Breslin ed., Online Chinese Nationalism and China's Bilateral Relations. New York: Rowman & Littlefield (Lexington Books), 2010, pp. 109-127.
16. "One Country, Two Systems: A Decadal Reflection from a Local Perspective", paper presented at International Conference on the 10th Anniversary of Hong Kong Handover - Retrospect and Challenge, organised by Department of Political Science, Soochow University and The Friends of Hong Kong and Macau Association, Taipei, 2-3 July 2007.
17. "Mainlandization versus Democratization: An Iconographic Analysis of the Election Campaigns", in Kuan Hsin-chi and Wong Ka-ying ed., The 2004 Legislative Council Election in Hong Kong. Hong Kong: The Chinese University Press, 2006, pp. 241-273.
18. "Disillusioning Teacher Professionalism and Participation? The Politics of Educational Reforms in Hong Kong", in POLITIKA Annual Journal 2006. Hong Kong: Politics and Public Administration, SSS HKUSU, 2006, pp. 22-27.
19. "Teacher Participation and Democratization: A Comparative Study of Hong Kong and Taiwan", Journal of Comparative Asian Development, Vol. 4, No. 2 (Fall 2005), pp. 427-453.
20. "The 2004 Legislative Council Elections in the Hong Kong Special Administrative Region", Chinese Law and Government, Vol. 38, No. 1 (January-February 2005) (with Lo Shiu Hing, Yu Wing Yat and Kwong Kam Kwan).
21. "Localization in the 2004 Presidential Election Campaign in Taiwan: An Iconographic Approach", China Perspectives, No. 55 (September-October 2004), pp. 49-57.
22. «L’identité insulaire dans la campagne présidentielle taiwanaise de 2004», Perspectives Chinoises, No. 84 (Juillet-Août, 2004), pp. 49-56.
23. "People's Power in Power? Hong Kong’s political development and the July rally", Online Journal of the Austrian Association of East Asian Studies, Vol. 2, No. 1, July 2003: 13-18. DOI: http://dx.doi.org/10.17477/jcea.2003.2.1.013.
24. "Can Co-optation win over the Hong Kong People? China's United Front Work in Hong Kong since 1984", Issues & Studies, Vol. 33, No. 5 (May 1997), pp. 102-37.

## 華文著作（書籍及期刋）
1. 〈由「BNO簽證兩週年調查」看離散在英港人的政治價值觀及信仰〉，載於《如水雜誌 Flow HK（Vol. 12 海外港人的政治影響力）》，2023年12月，頁90-99。
2. 〈一九八九年天安門事件之後的中國：「凡是中國人」的論述形構〉，載於黃秀端、黃默編：《走過1989天安門事件三十年後》。台北：允晨文化實業股份有限公司，2020，頁230-252。
3. 〈香港大專院校的管理層：反民主反學術自由的勢力？〉，載於《新社會（專題叢刊V）》，2020年1月，頁135-147。
4. 〈武漢肺炎與政治敗壞〉，載於《消失了的奪命疫症：香港人日記》。以賽亞出版社，2020，頁246-249。
5. （與鍾燊豪合著）〈勇武與本土：勇武抗爭和本土主義在香港政治新思潮的合流〉，載於鄭宇碩編：《探討本土主義》。香港：香港城市大學當代中國研究計劃，2017，頁59-88。
6. 〈換人換制度？還是被人與制度玩？在特首選舉裡的泛民選委〉，載於《新社會》，第49期，2017年2月，頁39-44。
7. （與林緻茵合著）〈互聯網與本土政治〉，載於鄭宇碩編：〈香港政治參與新型態》。香港：香港城市大學當代中國研究計劃，2015，頁137-159。
8. 〈業力與權力：自己的命運自己選？〉，載於葉蔭聰、陳景輝編：《罷課不罷學：雨傘運動前夕的理論和思想大檢閱》。香港：進一步多媒體有限公司，2015，頁54-60。
9. 〈中國因素的政治論述：台灣視角〉，載於本土論述編輯委員會、新力量網絡編：《木土論述2013-2014：中國因素：本土意識與公民社會》。台北：漫遊者文化事業股份有限公司，2015，頁167-177。
10. 〈2015年區議會選舉後政治：激進極端派全輸？〉，載於《新社會》，第42期，2015年12月15日，頁37-39。
11. 〈香港的雨傘運動與中國因素〉，載於《新社會》，第37期，2015年2月15日，頁86-89。
12. 〈香港全速的殖民地化： 由六二二公投到七二預演佔中〉，載於《新社會》，第35期，2014年8月15日，頁51-55。
13. 〈由做工到當奴——網絡空間裡曾蔭權的政治形象〉，載於鄭宇碩、羅金義編：《留給梁振英的棋局：通析曾蔭權時代》。香港： 香港城市大學出版社，2013， 頁117-139。
14. 〈「誰需要身份？」國民教育與身份政治〉，載於本土論述編輯委員會、新力量網絡編：《木土論述2012：官商勾結》。台北：漫遊者文化事業股份有限公司，2013，頁87-102。
15. （與羅金義合編寫）《台灣社會66詞》。香港：匯智出版有限公司，2013。
16. 〈「從群眾中來，到群眾中去」？——商討日如何帶動和平佔中？〉，載於《新社會》，第29期，2013年8月15日，頁40-43。
17. 羅金義編：《當代中國84詞》。香港：匯智出版有限公司，2010、2012（第二版，作者之一）。
18. 〈中英香港前途談判與中共對香港的統戰（1982-97）：批判與反思〉，載於《新社會（專題叢刊）》，2012年8月1日，頁15-25。
19. 〈也許你可以，突破宿命〉，載於《給未來特首的信——What if？你當選後的香港願景》。香港：圓桌精英有限公司，2012，頁178-181。
20. 〈教育界篇〉，載於Chris Li、Dick編：《北上頻道——煙花消逝十五年》。香港：半人間工作室，2012，頁65-73。
21. 〈從政治漫畫分析董建華政治的去治理化〉，載於本土論述編輯委員會、新力量網絡編：《木土論述2010：香港新階級鬥爭》。台北：漫遊者文化事業股份有限公司，2011，頁163-186。
22. 〈教育專業——余惠冰答黃偉國〉，載於甘文鋒編：《思人對話：教育篇》。香港：圓桌精英有限公司，2011，頁31-36。
23. 〈媒體與現實的偏差：新聞紙上談災難〉，戴於《國際關係研究月刋第2卷：日本未沉沒：地震、核危機之後》。香港：圓桌精英有限公司，2011，頁75-78。
24. 〈政治就是生命：臺灣早期的政治教育〉，載於鄧啟麟編：《你所不知道的國民教育》。香港：圓桌精英有限公司，2011，頁138-141。
25. 羅金義、李顯華編：《全球議題72詞》。香港：匯智出版有限公司，2010、2011（第二版，作者之一）。
26. 〈文化學習，還是政治工具？國情遊學隊的前世今生〉，載於本土論述編輯委員會、新力量網絡編：《木土論述2009：香港的市民抗爭與殖民地秩序》。台北：漫遊者文化事業股份有限公司，2010，頁257-269。
27. 〈「和諧社會」的政治邏輯：解讀港澳特首的施政報告〉。載於柯達群編：《數位傳播語境下兩岸三地新聞文化探討論文選集》。香港：香港珠海學院，2009，頁295-303；及載於孔繁清、余振編：《中國和平發展：機遇與挑戰》。澳門：澳門理工學院，2010，頁505-516。
28. 〈根在何處？〉，載於《What if？77個青年願景》。香港：圓桌精英有限公司，2010，頁57-59。
29. 〈由建制勢力買政治廣告看香港傳媒內地化〉，載於《新社會》，第11期，2010年8月15日，頁53-56。
30. 《保育活化@歷史建築：香港文物保育政策通識教材》。香港：發展局文物保育專員辦事處，2010（作者之一）。
31. 〈第四代人台灣版：「阻住地球轉的自私精兼廢柴？」〉，載於《META: Global Insights, Culture and Politics》，第11期，2010年2月，頁38-39。
32. 〈傳媒與政治〉，載於鄭宇碩、羅金義編：《政治學新探：中華經驗與西方學理》。香港： 中文大學出版社，2009， 頁163-178。
33. 〈百花齊放？走入衰退？論台灣出版業的發展〉，載於《META: Global Insights, Culture and Politics》，第8期，2009年6月，頁50-51。
34. 〈臺灣與香港的一樣與不一樣？研究生課篇〉，載於《META: Global Insights, Culture and Politics》，第7期，2009年3月，頁50-51。
35. 〈回歸 -> 示威：「七一」的意義〉，載於何故編：《我們的七一：廿一世紀香港公民社會啟示錄》。香港：一品文庫，2009，頁82-86。
36. 〈沒有教育就沒有未來〉，載於三十會編：《三十出頭》。香港：花千樹出版有限公司，2008，頁171-177。
37. 〈從廢墟中再生：地震後的校園重建〉，載於《META: Global Insights, Culture and Politics》，第6期，2008，頁34-35。
38. 〈台灣早期的政治教育〉，載於《META: Global Insights, Culture and Politics》，第5期，2008，頁34-35。
39. 〈政治宣傳與符號：政治的（空）泛道德主義〉，載於《當代中國研究通訊》。新竹：國立清華大學當代中國研究中心，第八期，2007年7月31日，頁24-27。
40. 〈槍聲擊破澳門神話？〉，載於《Meta China 03》。香港：Roundtable Publishing，2007，頁70。
41. 《中學會考歷史科專科語體資料冊》。香港： 香港大學教育學院母語教學教師支援中心，2006（作者之一）。
42. 〈蔣經國：政治轉型的領袖典範？〉，載於《What if 97個理想特首與夢幻主席》。香港：Roundtable Publishing，2006，頁248-250。
43. （與陳智遠、譚宗穎合著）〈「後殖民在香港」，從何說起？〉，載於陳智遠、黃焙烽編：《咖啡・沙龍・文化・香港・人》。香港：Roundtable Publishing，2006，頁50-57。
44. 〈「都唔知你點做野？！」——論新一代的職場生態〉，載於《Meta global》。香港：Roundtable Publishing，2006，頁46-47。
45. 〈從南亞海嘯（看）時局〉，載於香港浸會大學學生關懷南亞海嘯出版籌委會編：《念集》，2006，頁49-50。
46. 〈澳門教師專業化的困境與前景〉，載於楊允中主編：《澳門研究系列叢書之三：人力資源開發與政策保障》。澳門：澳門大學澳門研究中心，2005，頁233-246。
47. 〈假如陳方安生擔任第一屆香港特別行政區長官〉，載於《What if 108個如果》。香港：TOM (Cup Magazine) Publishing Limited, 2005，頁95-97。
48. 〈教育與民主〉，載於《POLITIKA 05：瞬間看民主》。香港：香港大學學生會社會科學學會政治及公共行政學會，2005，頁59-61。
49. 〈香港政治發展與公民社會邊緣化〉，載於《政治及公共行政學節05：刀仔鋸大樹——公民社會的力量》。香港：香港大學學生會社會科學學會政治及公共行政學會，2005，頁24-27。
50. 〈維多利亞十五年〉，載於《後特區啟示䤸》。香港：Roundtable，2004，頁14-18。
51. 〈危機——香港現階段民主訴求之根源〉，載於《POLITIKA 04：香港民主發展》。香港：香港大學學生會社會科學學會政治及公共行政學會，2004，頁31-38。
52. 〈六四事件：香港政治發展的轉捩點？〉，載於《六四事件十五週年紀念特刋：血仍未冷？》。香港：香港大學學生會，2004，頁10-17。
53. 《為什麼返內地要用回鄉證？〉、〈為什麼香港只有特首，沒有總統，沒有國王？〉，載於關美琼編：《麥兜十萬個為甚麼：香港為甚麼》。香港：黃巴士出版有限公司，2003，頁28-31。
54. 〈教案示例三〉，《公民教育科課程參考資料（二）》。香港：教育署課程發展處，跨學科課程組，1999，頁41-49（作者之一）。